# Heute sterben immer nur die andern
Heute sterben immer nur die andern ist eine von Charlotte Worgitzky geschriebene Erzählung, die 1986 veröffentlicht wurde. Die Erzählung stellt verschiedene Einstellungen zum Tod sowie zum Leben anhand der Freundschaft dreier Frauen dar, die durch das Sterben Marias auf die Probe gestellt wird.

## Inhalt
Ich-Erzählerin der Erzählung ist eine Schauspielerin und Schriftstellerin, die namentlich nicht erwähnt wird. Sie lernte Maria Stierl und Lisette Herzog während der Studienzeit bzw. der späteren Zusammenarbeit an einem Theater in Berlin kennen. Maria begann zu der Zeit am Theater schon mit dem Schreiben, wovon die Erzählerin erst erfuhr, als Maria sie zu einer Gruppe Schreibender und ihrem Mentor mitnahm. Indirekt verhalf ihr Maria damit zu ihrer ersten Veröffentlichung, was Maria selbst mit großen Mühen nie gelungen ist. 
Die Freundschaft mit Lisette entwickelte sich durch die anfangs seltenen Treffen zu viert, mit Ortwig, dem Mann von Lisette, Lisette und Gustav, dem Lebensgefährten der Erzählerin. Als Lisette später krank wurde, vertraute sie sich unter anderem der Erzählerin an, wodurch ihr Verhältnis sich verstärkte und sich eine Freundschaft entwickelte. Maria und die Erzählerin arbeiteten unter anderem gemeinsam in einem Verlag, wobei sie außerhalb der Zirkelabende oder alljährlichen Feste wenig miteinander zu tun hatten. Sie erfuhr durch eine Freundin von der Krebserkrankung Marias. Als sie Maria nach ihrer Verabschiedung aus dem Verlag lange nicht mehr sah, ahnte sie ihren Tod. Umso überraschender war es für die Erzählerin, Maria bei einer Theateraufführung im Zuschauerraum zu sehen. Zögerlich erfreut kamen beide aufeinander zu, tauschten Telefonnummern aus und verabredeten sich schließlich. Die Erzählerin merkte bei dem Treffen, dass sich Maria im Gegensatz zu früher verändert hatte, und sie tauschten das Sie ins Du und bauten so den damals kühlen gewollten Abstand zueinander ab. Durch ihre Erkrankung wurde Maria eine Brust entfernt und sie zog sich zurück, da sie mit niemandem über ihre Krankheit sprechen wollte. Ihre spätere Gesichtslähmung zwang sie dazu, mit dem Schauspielen aufzuhören. Nun verspürte Maria das Bedürfnis, sich mit Leuten von früher zu treffen, wodurch die Erzählerin ein Treffen zu dritt mit Lisette vereinbarte. In Erinnerungen schwelgend, tranken sie Kaffee.
Ein Dreivierteljahr später kam es zu einem großen Zerwürfnis zwischen der Erzählerin und Lisette, welche das neue Buch der Erzählerin degradierte und sie als Bourgeois bezeichnete. Die Erzählerin vermutete hinter ihrem Ausbruch Neid. Die Freundschaft begann zu einer Zeit, wo sie bei den Herzogs Rat und Beistand erbat, und zerfiel, als sie öffentliche Anerkennung für ihre Arbeit bekam, während die der Herzogs stagnierte. Obwohl Lisette keine Reue zeigte, sprang die Erzählerin Maria zuliebe über ihren Schatten und es kam zu einer Aussprache zwischen den beiden. Ohne die Ursache zu klären, versöhnten sie sich. Nach heftigen Rückenschmerzen trat Maria eine Kur an, weil die Ärzte Rheuma bei ihr vermuteten. Als Maria von ihrer Kur zurückkam und ihre Schmerzen nicht verschwanden, diagnostizierten die Ärzte, dass sie einen Rückfall hatte und noch ein halbes Jahr zu leben habe. Die Erzählerin ist bemüht, Maria regelmäßig im Krankenhaus und auch zuhause zu besuchen. Während Lisette Maria komplett ausweicht, will die Erzählerin sie aktiv beim Sterben begleiten. In den letzten Wochen Marias denken die Erzählerin und die Familie von Maria über Sterbehilfe nach und besorgen starke Tabletten, die sie Maria zur Verfügung stellen wollen. Als die Erzählerin sich dazu bereit erklärt, Maria zu erzählen, dass sie nur noch wenige Monate zu leben hat und dass sie sie beim Sterben unterstützen könnten, lehnt sie es ab, da sie sich nicht mit dem Gedanken zu sterben auseinandersetzen möchte, und mied weitestgehend den Kontakt mit ihr. Danach redete die Erzählerin mit Lisette, von der sie wenig Bestätigung bekam. Erneut kam es zu einem Streit, wodurch die Freundschaft der beiden endgültig zerbrach. In den letzten Monaten rauften sich Maria und die Erzählerin wieder zusammen, welche Maria dabei half, ein Buch über eine Frau zu schreiben, die die Krebserkrankung überwunden hatte. Maria starb in Anwesenheit ihres Sohnes Tobias und der Erzählerin, welche an dem Krankenbett gemeinsam Wurstbrote aßen.

## Hintergrund
Das Buch wurde „in der DDR ungewöhnlich heftig diskutiert“.
Die Erzählung behandelt Themen wie Freundschaft im Zusammenspiel mit dem  Tod, sowie Sterbehilfe, Angst, Verdrängung und Ratlosigkeit, wie man sich gegenüber einer todkranken Person verhält, die einem nahesteht.
Es ist die Vorlage für den gleichnamigen Spielfilm von Siegfried Kühn aus dem Jahr 1991.

## Ausgaben
- Heute sterben immer nur die andern. Der Morgen, Berlin 1986, ISBN 3-371-00017-6. 2. Auflage 1988.